# Boy van Poppel
Boy van Poppel (* 18. ledna 1988) je nizozemský profesionální silniční cyklista jezdící za UCI WorldTeam Intermarché–Wanty.

## Kariéra
12. září 2008 vyhrál van Poppel pátou etapu závodu Tour of Missouri a přerušil nepřerušenou sérii vítězství Marka Cavendishe v hromadných sprintech od Gira d'Italia 2008. V roce 2012 se van Poppel na závodu Tour of Britain v několika etapách umístil mezi deseti nejlepšími a zajistil si vítězství v bodovací soutěži, v níž porazil druhého Cavendishe.
V prosinci 2012 bylo oznámeno, že van Poppel podepsal smlouvu s UCI WorldTeamem Vacansoleil–DCM od sezóny 2013. Stal se tak třetím členem tohoto týmu ze své rodiny; jeho bratr Danny van Poppel také přišel do týmu před sezónou 2013, svou první jako profesionál, a jeho otec Jean-Paul van Poppel již v týmu pracoval jako sportovní ředitel.
Před sezónou 2014 přestoupil van Poppel do UCI WorldTeamu Trek Factory Racing poté, co jeho předchozí tým Vacansoleil–DCM zanikl na sklonku sezóny 2013. V srpnu 2015 byl jmenován na startovní listině Vuelty a España 2015.

## Osobní život
Rodiči van Poppela jsou bývalí profesionální cyklisté Jean-Paul van Poppel a Leontine van der Liendenová. Jeho mladší bratr Danny van Poppel a bratranec Bram Welten jsou také profesionální cyklisté.

## Hlavní výsledky

### Silniční cyklistika
2006
Národní šampionát
2. místo silniční závod juniorů
Mistrovství Evropy
10. místo silniční závod juniorů
2008
Tour of Missouri
vítěz 5. etapy
9. místo Omloop van het Waasland
9. místo Ronde van Overijssel
2009
Tour de Normandie
vítěz 3. etapy
Olympia's Tour
vítěz prologu (TTT)
2. místo Schaal Sels
Národní šampionát
3. místo silniční závod do 23 let
8. místo Antwerpse Havenpijl
9. místo Omloop van het Waasland
2010
Kreiz Breizh Elites
vítěz 4. etapy
5. místo Châteauroux Classic
6. místo Zellik–Galmaarden
10. místo Dwars door Drenthe
2011
Ronde van Drenthe
5. místo celkově
2012
3. místo Nokere Koerse
Tour of Britain
7. místo celkově
 vítěz bodovací soutěže
8. místo Handzame Classic
2013
6. místo Vattenfall Cyclassics
6. místo Amstel Curaçao Race
2014
8. místo Halle–Ingooigem
2017
Driedaagse van De Panne–Koksijde
9. místo celkově
2018
7. místo Grand Prix de Fourmies
7. místo Omloop van het Houtland
2019
3. místo Grand Prix de Fourmies
4. místo Nokere Koerse
5. místo Ronde van Limburg
2021
Národní šampionát
5. místo silniční závod
7. místo Dwars door het Hageland
7. místo Heistse Pijl
8. místo Ronde van Limburg

#### Výsledky na Grand Tours
| Grand Tour      | 2013 | 2014 | 2015 | 2016 | 2017 | 2018 | 2019 | 2020 | 2021 | 2022 | 2023 |
| --------------- | ---- | ---- | ---- | ---- | ---- | ---- | ---- | ---- | ---- | ---- | ---- |
| Giro d'Italia   | —    | 131  | 146  | DNF  | —    | 137  | —    | —    | —    | —    | —    |
| Tour de France  | 144  | —    | —    | —    | —    | —    | —    | —    | 117  | —    | —    |
| Vuelta a España | —    | —    | 158  | —    | —    | —    | —    | —    | —    | DNF  | 124  |

| —   | Nezúčastnil se |
| DNF | Nedokončil     |

### Cyklokros
2004–2005
Národní šampionát
 vítěz závodu juniorů
3. místo Junior Koksijde
2005–2006
Mistrovství světa
 vítěz závodu juniorů
Národní šampionát
 vítěz závodu juniorů
Junior Superprestige
vítěz Gieten
vítěz Hoogstraten
2. místo Vorselaar
vítěz Junior Lille
vítěz Junior Loenhout
vítěz Junior Overijse
UCI Junior World Cup
3. místo celkově
2. místo Hooglede-Gits
2. místo Liévin
2. místo Hoogerheide
2. místo Junior Essen
2. místo Junior Hofstade
2. místo Junior Oostmalle
2006–2007
Národní šampionát
3. místo závod do 23 let
3. místo Under-23 Pijnacker
2007–2008
Národní šampionát
 vítěz závodu do 23 let
Under-23 Gazet van Antwerpen
vítěz Loenhout
2008–2009
Národní šampionát
 vítěz závodu do 23 let